# Tetragnatha okumae
Espèce
Tetragnatha okumae est une espèce d'araignées aranéomorphes de la famille des Tetragnathidae.

## Distribution
Cette espèce est endémique  de Palawan aux Philippines,.

## Description
Le mâle holotype mesure 6,48 mm.

## Publication originale
- Barrion & Litsinger, 1995 : Riceland Spiders of South and Southeast Asia. CAB International, Wallingford, p. 1-700.